# Jin Hua
Jin Hua (n. 20 octombrie 1999) este un sportiv ce a reprezentat Republica Populară Chineză. A participat la competiții asociate Jocurilor Olimpice în care a câștigat două medalii de aur și o medalie de argint.